# Young Man with a Horn
Young Man with a Horn (bra: Êxito Fugaz; prt: Dois Homens... Dois Destinos) é um filme norte-americano de 1950, do gênero drama biográfico-romântico-musical, dirigido por Michael Curtiz, com roteiro de Carl Foreman e Edmund H. North baseado no romance homônimo de Dorothy Baker, por sua vez inspirado na vida do trompetista de jazz Bix Beiderbecke, que morreu alcoólatra aos 28 anos.
Protagonizado por Kirk Douglas, Lauren Bacall, Doris Day e Hoagy Carmichael, o filme tem ainda a participação de Harry James dublando o personagem de Kirk ao trompete.

## Sinopse
A trama expõe o casamento infeliz com uma milionária e sua polêmica amizade com um negro.